# 卡斯塔内托洛桑
卡斯塔内托洛桑（法語：Castanet-Tolosan，法語發音：[kastanɛ tɔlozɑ̃]）是法国上加龙省的一个市镇，属于图卢兹区。

## 地理
卡斯塔内托洛桑（43°30'56"N, 1°29'53"E）面积8.22 平方千米，位于法国奧克西塔尼大區上加龙省，该省份为法国西南部内陆省份，西南端与西班牙接壤，自此顺时针与上比利牛斯省、热尔省、塔恩-加龙省、塔恩省、奥德省和阿列日省接壤。
与卡斯塔内托洛桑接壤的市镇（或旧市镇、城区）包括：欧兹维尔托洛萨讷、埃斯卡尔康斯、拉贝日、梅尔维拉、佩沙布、蓬佩尔蒂扎、勒比格。

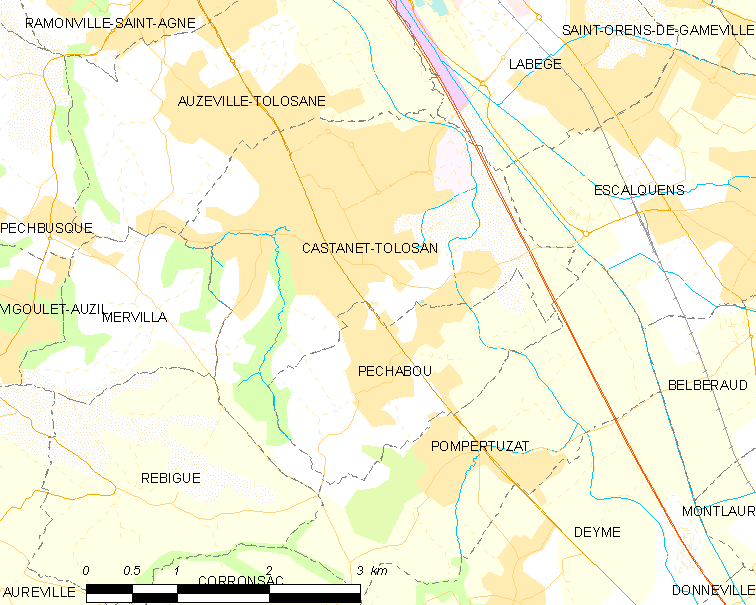
卡斯塔内托洛桑的OSM定位图

卡斯塔内托洛桑的时区为UTC+01:00、UTC+02:00（夏令时）。

## 行政
卡斯塔内托洛桑的邮政编码为31320，INSEE市镇编码为31113。

## 政治
卡斯塔内托洛桑所属的省级选区为卡斯塔内托洛桑县。

## 人口

1962-2008年间卡斯塔内托洛桑人口变化图示

卡斯塔内托洛桑于2022年1月1日时的人口数量为15264人。